# ولکه خووینو
ولک چوجنو (به چکی: Velké Chvojno) یک منطقهٔ مسکونی در جمهوری چک است که در Ústí nad Labem District واقع شده‌است.

## خصوصیات
ولک چوجنو ۱۷٫۱۳ کیلومترمربع مساحت و ۷۲۷ نفر جمعیت دارد و ۴۱۱ متر بالاتر از سطح دریا واقع شده‌است.